# 邵慎嬪
慎嬪邵氏（しんひん しょうし、？ - 1644年以降）は、明の泰昌帝の側室。

## 経歴
出身と生年については記録がない。
万暦48年（1620年）7月、万暦帝の崩御により泰昌帝が即位するが、翌月に崩じた。代わって天啓帝が即位し、邵氏らはことごとく追放された。間もなく、邵氏は1人の女子を産んだが、夭逝したという。この時には名前も位号も与えられておらず、墓もなかった。
崇禎7年（1634年）、邵氏は崇禎帝により召し出され、光廟慎嬪（泰昌帝の廟号の光宗による）の号を授けられた。甥の邵文麒は正五品錦衣衛千戸の位を授けられた。邵氏の娘は懐淑公主（天啓帝らの嫡長姉）の墓に従祀され、また崇禎14年（1641年）、名前（朱徽姃）と悼温公主の号を追贈された。
崇禎17年（1644年）3月、李自成軍が皇宮に侵入すると、実家へ逃れて避難した。清代には、清朝政府から手当を受けて扶養された。

## 子女
- 朱徽姃（悼温公主、とうおんこうしゅ、1621年生没？） - 泰昌帝の十女。

## 伝記資料
- 『清世祖実録』
- 『崇禎長編』
- 『春明夢餘録』卷29
- 『綏寇紀略』